# 成键轨道
成键轨道（英語：Bonding orbital；Bonding molecular orbital），在分子轨道理论中被用来描述分子中两个或多个原子的原子轨道间的相互吸引作用。理论化学中，轨道中的电子被描述成以波的形式运动，当多个波以同相叠加时，原子轨道会线性地成键组合（constructive combination）成能量较低、电子密度集中在键合区域的分子轨道。分子轨道理论中，与成键轨道对应的概念为反键轨道和非键轨道。